# Генеральная конвенция Епископальной церкви
Генера́льная конве́нция Епископальной церкви (англ. General Convention of the Episcopal Church) — основная руководящая и законодательная организация Епископальной церкви США, которая проводится каждые три года. 
Генеральная конвенция состоит из двух палат: 
- Палата епископов, состав которой колеблется от юрисдикции, но, как правило, состоит из епископов всех диоцезов Епископальной церкви США и примаса церкви, а иногда также викарных епископов и/или епископов-коадъюторов.

- Палата депутатов, состоящая из представителей от каждого диоцеза по четверо мирян и четверо священнослужителей. Председателем Палаты депутатов является президент, который может быть выбран как из священников, так и из мирян. Президентом депутатов с 2006 года является Бонни Андерсон из диоцеза Мичигана. Она стала второй женщиной, назначенной на эту должность. В Палате Депутатов священнослужители и миряне голосуют раздельно.

## Некоторые конвенции
- 1785 — Филадельфия — первая Генеральная конвенция Епископальной церкви.
- 1817 — Нью-Йорк — принятие законов об основании Генеральной теологической семинарии в Нью-Йорке.
- 1976 — Принятие закона, позволяющего женщинам быть священниками.
- 2003 — Миннеаполис, Миннесота — преподобный Джин Робинсон избран епископом, после чего в ноябре того же года он был рукоположён в сан епископа. Он стал первым открытым геем — епископом в Англиканском сообществе[1].
- 2006 Колумбус, штат Огайо — Кэтрин Джеффертс Шори избрана председательствующим епископом в Палате епископов. Она стала 26-м председательствующим епископом и первой женщиной на этом посту в Епископальной церкви США[2]